# الجمعية الكيميائية الفرنسية
الجمعية الكيميائية الفرنسية ( SCF ) هي جمعية علمية وجمعية مهنية تأسست عام 1857 لتمثيل مصالح الكيميائيين الفرنسيين بعدة طرق في السياقات المحلية والوطنية والدولية.  حتى عام 2009، كانت المنظمة تُعرف بالفرنسية بإسم (Société Française de Chimie) .

## وصلات خارجية
- موقع شيميك دي فرانس